# Compagnia dei Corrieri Veneti
La Compagnia dei Corrieri Veneti, ufficialmente Compagnia dei Corrieri della Serenissima Signoria per Roma, era una corporazione privata che ebbe un ruolo prevalente nel servizio postale della Repubblica di Venezia.

## Storia
Nella seconda metà del Duecento a Venezia sono attestate due servizi di messaggerie. I messaggeri di stato (cursores) dipendevano dalla magistratura cittadina dei sopracursores ed esercitavano l'attività di corrieri per le amministrazioni della Serenissima, portando dispacci da e verso la Dominante. 
Dalla magistratura dei "Sopracconsoli dei Mercanti" dipendeva il dispaccio della corrispondenza commerciale. Probabilmente, tuttavia, i corrieri adibiti ai due servizi erano gli stessi.
Nel 1306 una deliberazione del Maggior Consiglio abolì la carica di sovracursore e pose i corrieri sotto il controllo dei Provveditori di Comun della Repubblica di Venezia. I corrieri erano in buona parte stranieri, in quest'epoca erano soprattutto fiorentini. Portavano lettere private solo in via straordinaria.
Il vero e proprio servizio postale nacque solo nel Rinascimento con la diffusione della posta dei cavalli
. 
In seguito alla pace di Ferrara del 1428 la Repubblica veneta annetté anche il territorio di Bergamo. Nel decennio successivo i corrieri
della Bergamasca (soprattutto della Val Brembana con la famiglia Tasso) vennero a Venezia a esercitare il loro mestiere, in cui erano già famosi.
Verso la fine del secolo i Tasso si organizzarono in corporazione con il nome di Compagnia dei Corrieri dei Roma.
Gli statuti e le deliberazioni della Compagnia erano riportati su di un codice miniato, chiamato Mariegola, che inizia nel 1490.
A capo della Compagnia era un "Gastaldo", poi sostituito dal "Corrier Maggiore".
Nel Cinquecento la Compagnia organizzò servizi postali regolari per le principali località estere: Roma, Genova, Milano, Bologna e Mantova. Mentre le poste interne alla Repubblica erano gestite da organizzazioni incaricate dalle autorità locali, dette "Cavallerie".
La strada postale per Innsbruck e Bruxelles ("via di Fiandra") e quella per Vienna ("valigia di Vienna"), infine, erano gestite in esclusiva, la prima dai Thurn und Taxis, la seconda dai Paar.
Nel 1747 le poste interne furono nazionalizzate.  Nel 1794 l'appalto delle poste fu vinto da un'altra ditta e così terminò l'attività della secolare Compagnia dei Corrieri. Nel 1806, infine, anche il nuovo appaltò cessò e la gestione del servizio postale passò alle "Regie Poste d'Italia" del Regno d'Italia napoleonico.